# Persone di cognome Rizzi
| Questa pagina contiene informazioni ricavate automaticamente dalle voci biografiche con l'ausilio del template Bio e di un bot. L'aggiornamento è periodico e automatico e ricostruisce completamente la pagina. Se manca una persona in questa lista, sei pregato di non aggiungerla, ma accertati piuttosto che la sua voce biografica contenga il template Bio e che i dati anagrafici siano correttamente compilati. Se il template Bio manca, inseriscilo tu stesso o, in alternativa, metti l'avviso {{tmp\|Bio}} che ne segnala la mancanza. Se i dati riportati sono sbagliati, correggi direttamente la voce biografica; le modifiche saranno visibili in questa lista entro pochi giorni. Per chiarimenti vedi il progetto antroponimi. La lista contiene solo le 53 persone che sono citate nell'enciclopedia e per le quali è stato implementato correttamente il template Bio. Pagina aggiornata al 7 ago 2025. |

Questa è una lista di persone presenti nell'enciclopedia che hanno il cognome Rizzi, suddivise per attività principale.

## Alpinisti(1)
- Luigi Rizzi, alpinista italiano (Campitello di Fassa, n. 1869 - Campitello di Fassa, † 1949)

## Architetti(1)
- Renato Rizzi, architetto italiano (Rovereto, n. 1951)

## Artisti(1)
- James Rizzi, artista statunitense (New York, n. 1950 - † 2011)

## Attrici(1)
- Nicoletta Rizzi, attrice italiana (Milano, n. 1939 - Milano, † 2010)

## Calciatori(8)
- Elia Rizzi, calciatore italiano (Villa d'Almè, n. 1894)
- Facundo Rizzi, calciatore argentino (Villa Gobernador Gálvez, n. 1997)
- Federico Rizzi, ex calciatore italiano (Cremona, n. 1981)
- Francisco Rizzi, ex calciatore venezuelano (Caracas, n. 1964)
- Giovanni Rizzi, calciatore italiano
- Giuseppe Rizzi, calciatore italiano (Verona, n. 1886 - Milano, † 1960)
- Luigi Rizzi, calciatore italiano (Affori, n. 1907)
- Vittorio Rizzi, calciatore italiano (Brescia, n. 1902 - Brescia, † 1966)

## Cantanti(1)
- Lucia Rizzi, cantante italiana (Torino, n. 1954)

## Cantautori(1)
- Dennis, cantautore italiano (Settimo Torinese, n. 2002)

## Cestiste(1)
- Norma Rizzi, cestista italiana (n. 1993)

## Cestisti(1)
- Sergio Rizzi, cestista italiano (Alzano Lombardo, n. 1956 - † 1989)

## Chitarristi(1)
- Gigi Rizzi, chitarrista e compositore italiano (Bobbio, n. 1946)

## Ciclisti su strada(1)
- Erminio Rizzi, ex ciclista su strada italiano (Parma, n. 1958)

## Critici d'arte(1)
- Paolo Rizzi, critico d'arte e giornalista italiano (Venezia, n. 1932 - Venezia, † 2007)

## Danzatrici su ghiaccio(1)
- Isabella Rizzi, ex danzatrice su ghiaccio italiana (Milano, n. 1958)

## Direttori d'orchestra(2)
- Carlo Rizzi, direttore d'orchestra italiano (Milano, n. 1960)
- Italo Rizzi, direttore d'orchestra e violoncellista italiano (Ferrara, n. 1931)

## Fotografi(1)
- Alessandro Rizzi, fotografo italiano (Castelnovo di Sotto, n. 1973)

## Funzionari(1)
- Vittorio Rizzi, prefetto, poliziotto e dirigente pubblico italiano (Bologna, n. 1959)

## Giocatori di calcio a 5(1)
- Rafael Rizzi, giocatore di calcio a 5 brasiliano (Lajeado, n. 1993)

## Giornalisti(1)
- Lino Rizzi, giornalista italiano (Busseto, n. 1927 - Milano, † 2001)

## Hockeisti su ghiaccio(1)
- Martin Rizzi, ex hockeista su ghiaccio italiano (Bolzano, n. 1979)

## Imprenditori(1)
- Gigi Rizzi, imprenditore e attore italiano (Piacenza, n. 1944 - Saint-Tropez, † 2013)

## Ingegneri(1)
- Francesco Rizzi, ingegnere e generale italiano (Bari, n. 1899 - Roma, † 1974)

## Linguisti(1)
- Luigi Rizzi, linguista e glottologo italiano (Genova, n. 1952)

## Mafiosi(1)
- Giosuè Rizzi, mafioso italiano (Foggia, n. 1952 - Foggia, † 2012)

## Patriarchi cattolici(3)
- Mikhail Rizzi, patriarca cattolico libanese (Qannubin, † 1581)
- Sarkis Rizzi, patriarca cattolico libanese (Qannubin, † 1596)
- Youssef Rizzi, patriarca cattolico libanese († 1608)

## Pedagogiste(1)
- Lucia Rizzi, pedagogista e personaggio televisivo italiana (Milano, n. 1942)

## Pittori(2)
- Antonio Rizzi, pittore italiano (Cremona, n. 1869 - Firenze, † 1940)
- Emilio Rizzi, pittore italiano (Cremona, n. 1881 - Brescia, † 1952)

## Poeti(1)
- Giovanni Rizzi, poeta italiano (Treviso, n. 1828 - Milano, † 1889)

## Politici(6)
- Bruno Rizzi, politico italiano (Poggio Rusco, n. 1901 - Bussolengo, † 1977)
- Cesare Rizzi, politico italiano (Erba, n. 1940 - Erba, † 2019)
- Enrico Rizzi, politico italiano (Milano, n. 1930 - Milano, † 2005)
- Fabio Rizzi, politico italiano (Cittiglio, n. 1966)
- Ottorino Rizzi, politico, partigiano e avvocato italiano (Cremona, n. 1904 - Roma, † 1952)
- Vittorio Rizzi, politico italiano (Campobasso, n. 1937 - † 2022)

## Rugbisti a 15(2)
- Andrea Rizzi, rugbista a 15 italiano (Cantù, n. 2007)
- Antonio Rizzi, rugbista a 15 italiano (Trieste, n. 1998)

## Saltatori con gli sci(1)
- Igino Rizzi, saltatore con gli sci italiano (Ponte di Legno, n. 1924 - Ponte di Legno, † 2015)

## Schermitrici(1)
- Giulia Rizzi, schermitrice italiana (Udine, n. 1989)

## Scultori(1)
- Francesco Rizzi, scultore italiano (Veggiano, n. 1731)

## Storiche(1)
- Bice Rizzi, storica italiana (San Bernardo di Rabbi, n. 1894 - Trento, † 1982)

## Storici(1)
- Franco Rizzi, storico italiano (Avetrana, n. 1944 - Roma, † 2017)

## Storici dell'arte(1)
- Aldo Rizzi, storico dell'arte e giornalista italiano (Udine, n. 1927 - Udine, † 1996)

## Vescovi cattolici(1)
- Anselmo Rizzi, vescovo cattolico italiano (Ponteterra, n. 1874 - Adria, † 1934)